# صفحه متراکم‌ساز حرکتی (ارتوپدی)

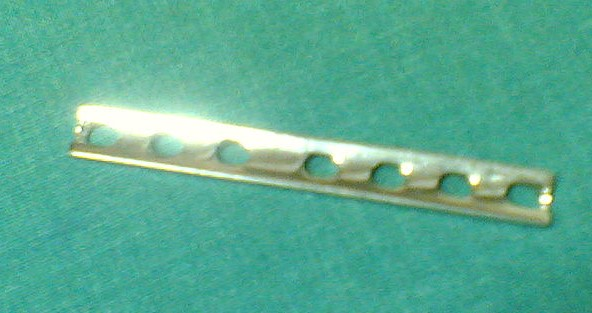
صفحه متراکم‌ساز حرکتی

صفحه متراکم‌ساز حرکتی  به اختصار (DCP)، یک پلیت یا پلاک فلزی است که در ارتوپدی برای تثبیت داخلی استخوان، معمولاً پس از شکستگی استفاده می‌شود. همان‌طور که از نامش مشخص است، این وسیله برای ایجاد فشار حرکتی بین قطعات استخوانی که قرار است به هم جوش بخورند، طراحی شده‌است. متراکم‌ساز حرکتی یا با اتصال یک وسیله کششی به یک پلیت یا با استفاده از یک پلیت دینامیک کمپرشن خاص حاصل می‌شود. با این حال، پلیت گذاری کمپرشن نیاز به یک برش جراحی بلندتر دارد تا امکان وارد کردن پلیت به محل شکستگی ممکن گردد و از طرف دیگر امکان شکستن مجدد محل شکستگی قبلی بعد از برداشتن پلاک وجود دارد.
یک پلیت خنثی کننده شکستگی خرد شده را پل زده و لذا نیروهای فشارنده محوری، خمشی یا پیچشی را از قسمت پروگزیمال قطعه به دیستال منتقل می‌کند.
پلیت با عملکرد باترس از کلاپس یک ناحیه از استخوان اسفنجی با کورتکس نازک مثل متافیز پروگزیمال تیبیا جلوگیری می‌کند.
پلیت یک سازه متحمل کننده بار LOAD BEARING است و لذا هنگام استفاده از پلیت، آتروفی استخوان زیر صفحه ممکن است استخوان را مستعد شکستگی کند. پس از برداشتن پلیت نیز، شکستگی‌ها ممکن است از طریق سوراخ‌های پیچ ایجاد شود.